# Поход Филиппа Орлика на Правобережную Украину

Схема похода Филиппа Орлика на Правобережную Украину, 1711 год. Красным обозначен путь наступления, синим — пути отхода войск.

Поход Филиппа Орлика на Правобережную Украину — военный поход Филиппа Орлика на Правобережную Украину в январе-марте 1711 года с целью изгнания с её территории российских войск и установления собственной власти под протекторатом Карла XII. Из-за ненадлежащей подготовки и неудачно выбранного времени, а также из-за прекращения участия крымскотатарских союзников, прекративших боевые действия ради традиционного захвата ясыря, поход завершился поражением Орлика и окончательной потерей поддержки среди населения.

## Предпосылки
Поражение шведских и казацких войск под Полтавой, экспедиция российских войск на Украине и уничтожения Запорожской Сечи в 1709 году радикально изменили расклад сил на территории Украины. После военного поражения гетман Иван Мазепа с казацкой старшиной был вынужден эмигрировать в Бендеры, на территорию Османской империи, где и умер в сентябре 1709 года.
Через полгода после смерти Мазепы, 5 апреля 1710 г., в Бендерах старшина выбирает новым гетманом в изгнании Филиппа Орлика. Избрание состоялось в присутствии запорожцев, генеральной старшины, казачества, а также турецкого султана и шведского короля.
Карл XII даже после поражения под Полтавой не имел намерения остановить войну в Восточной Европе и задумал новую операцию, с помощью которой намеревался закрепить Украину за Филиппом Орликом, и Польшу за Станиславом Лещинским. Правобережная Украина, а отчасти и Левобережная со Слободской, должны были стать территорией для проведения военных акций в России. В случае успеха такая практика должна была применяться и в Польше.
Османская империя, обеспокоенная приближением России к её границам, также поддерживала проведение этой операции.
При поддержке Карла XII Филипп Орлик вступает в союз с крымскими татарами и Османской империей, и 8 ноября 1710 года последняя, поддерживая гетмана Орлика, объявляет войну России.
В созданный союз вошли запорожцы, шведы и татары. Накануне похода между гетманством в изгнании Филиппа Орлика и Крымским ханством был подписан договор об оборонительно-наступательном военном союзе. Значительной дипломатической заслугой Орлика было то, что ему удалось обязать татар при наступлении на украинскую территорию не брать ясыря — пленных, не грабить церквей и не совершать насилия.

## Рейд крымских татар на Слобожанщину
Во исполнение общего плана в январе 1711 года татарский хан Девлет Герай пошёл с главными силами (примерно 50 000 крымских татар) на Слобожанщину, имея при себе запорожцев.
Крымское войско на Слобожанщине почти не чувствовало сопротивления. Небольшие гарнизоны в укреплённых городах и городках Харьковского полка не могли удержаться. Генерал Шидловский, которому была поручена оборона Слобожанщины от татар, не прибыл ещё даже в Харьков. Население и казачество было частично запугано, частично не проявляло вражды к татарам, особенно, видя в татарских рядах запорожцев.
Например, жители военного городка Водолаги Харьковского полка не сопротивлялись, а наоборот, вынесли татарам хлеб и соль, другие, как Мерефа и Тарановка — пытались обороняться и были взяты штурмом.
Не дойдя до Харькова, хан неожиданно повернул назад к реке Самара, где осадил две укреплённые крепости: Новосергеевскую и Новобогородицкую. Новосергеевские казаки со старшинами добровольно сдались татарам, передав в их руки российских заложников из города: один капитан и 80 солдат. Гарнизон Новобогородицкой крепости упорно оборонялся, так что хану пришлось снять осаду.
Закрепившись на Самаре, хан уже в марте возвратился в Крымское ханство: 13 (24) марта, как подаёт корреспонденция из Бендер, он снова был в Крыму. Идя назад в Крым, Девлет Герай оставил около 1000 человек казацко-татарской стражи на Самаре и заложников в Новосергеевской крепости, обещая весной снова вернуться на Украину.
Сразу же после отступления татар гетман Левобережной Украины Иван Скоропадский занял этот важный форпост на юго-востоке Украины, причём казаков, добровольно перешедших к крымскому хану, казнил. В мае 1711 года Пётр Первый распорядился провести децимацию гарнизонов порубежных крепостей Слободской Украины, фактически перешедших на сторону наступавших крымских татар.
Татарский рейд имел тяжёлые последствия для репутации Орлика — после набега татар гетман не мог рассчитывать на поддержку со стороны населения Левобережной Украины и Слобожанщины.

## Основной поход
Шведский король брал на себя обязательство вести войну до тех пор, пока Украина не будет освобождена от московского господства, а турки и татары обещали свою помощь в этой борьбе. Филипп Орлик очень хорошо подготовился к походу. Он рассылал письма-универсалы, в которых призывал к восстанию народа против власти русского царя. Народ же поддержал Орлика, и друг за другом города Правобережья переходили под власть гетмана. Филипп Орлик также направил письмо с призывом к борьбе гетману Левобережной Украины Ивану Скоропадскому, что очень обеспокоило российское правительство и Петра.

### Выступление войск
11 или 12 февраля 1711 года Филипп Орлик начинает основную часть операции, и армия уходит из Бендер. Татарская часть армии состояла из Буджакской и белгородской орды (20-30 тысяч), во главе которой стоял сын крымского хана — калга Бахти Герай. Поляки (сторонники Станислава I Лещинского) выступили под командой киевского воеводы Юзефа Потоцкого и старосты Галецкого. Запорожцы шли под командой Костя Гордиенко. Вместе поляки и запорожцы имели 6-7 тысяч человек. В составе армии также было небольшое количество шведов (около 30 старшин). Главнокомандующим был Филипп Орлик, Карл XII некоторое время сопровождал армию, после чего вернулся в Бендеры.

### На Правобережье
У Рашково армия перешла на территорию Правобережной Украины и быстро начала продвигаться вперед. Юзеф Потоцкий настаивал на продвижении в направлении Литвы. Ещё в первой половине февраля армия разместилась в районе между Немировым, Брацлавом и Винницей: в Виннице осел калга Бахти Герай; у Немирова сосредоточились казаки и поляки. Сопротивления армии со стороны российско-казацких сил не было: генерал Волконский и подчинённый ему генерал Видман, стоявшие на границах Молдавии, отступали без боя, охраняя сначала Каменец и отступая позже через Бердичев на Киев. Вторую половину февраля союзная армия отдыхала после быстрого перехода.
В этой фазе похода ситуация складывалась благополучно для Орлика. Общество и почти все правобережные полки, за исключением нескольких сотен Белоцерковского полка, перешли в ряды его армии.
Важным для положительной реакции населения было не только недовольство российской властью и своими полковниками, но и то, что большая и разнородная армия не допускала издевательства и грабежа населения. Это было большое достижение Филипп Орлика, который понимал, что от этого полностью зависит успех всей кампании.
В письме Я. Брюса Г. Долгорукову комментирует этот момент: «А султанъ, ханскій сывъ, и воєвода кіевскій около Немирова обрътаются. Которые, кромъ провіанту и фуражу, полону не беруть и никакого разоренія, какъ въ нашихъ краяхъ въ Украинъ, такъ и въ здъшнихъ мъстахъ, не чинятъ, токмо поступаютъ факціями; знатно, что хотятъ прельстить поляковъ и казаковъ къ своей сторонe».
На этом этапе похода поставки для армии было достаточно: население не отказывало в поставке фуража и провианта, калга Бахти Герай также привёз с собой некоторые запасы провианта.

### Реакция со стороны России
Российские власти были очень обеспокоены ходом событий. Киевский губернатор, князь Д. М. Голицын пишет «сей бокъ, кромъ Бълоцерковскаго полку, весь былъ въ измънъ».
Брат губернатора М. М. Голицын, который командовал совместными казацко-российскими силами на Правобережной Украине, в письме Петру I пишет "Весьма черкасы намъ небезопасны, по нынешнему времени, дабы непріятелю не поддались, и так нынъ въ Немировъ и въ Бреславлъ отъ нихъ показалось, что безъ всякой противности оные замки воеводъ кіевскому отдали, такожде и по другимъ деревнямъ, которыя по околичностий, Бреславля и Немирова, съ доброжелательствомъ непріятелямъ провіант далъ и отъ нихъ не бъгутъ ".

### Бой под Лысянкой
В конце февраля или в начале марта союзная армия продолжила движение. Она взяла направление на ещё один важный российский форпост на Правобережной Украине — Белую Церковь.
Но армия двигалась не прямой дорогой, а сначала на восток, к Звенигородке, а оттуда — на северо-запад, на реку Рось. Цель была, очевидно, взять Правобережную Украину в свои руки по самый Днепр: для этого необходимо было захватить Белую Церковь.
Против полков Филиппа Орлика выступило войско под командованием генерального есаула Григория Бутовича, которое было разбито в бою под Лысянкой, сам есаул был взят в плен. Гетмана поддержал восставший украинский народ.
Победа под Лысянкой имела значительный резонанс. Украинские города, в том числе и полковые — Богуслав и Корсунь, сдались без боя. Преемника Мазепы в его стремлении распространить свою власть на Правобережной Украине поддержали полковник Богуславского полка Самойло Иванович Самусь, полковник Корсунского полка — Андрей Кандыба, полковник Уманского полка — Иван Попович и полковник Каневского полка — Даниил Сытинский. Этому способствовали письма-универсалы Орлика «до воинствующего малороссийского народа» с призывом выступить против русского царя. Один из них был издан гетманом 9 марта 1711 года в Лысянке.
Универсалы Орлика имели резонанс по всей территории Правобережной Украины и распространялись во владения Переяславского полка включительно. Находясь под впечатлением успешных боевых манёвров и перехода на его сторону казачьих начальников, гетман сообщал королю Швеции Карлу XII, что войско выросло более чем в пять раз.

### Осада Белой Церкви
Во время продвижения армии уже в районе Синявы — Рокитного в армии начались проблемы с провиантом. В связи с этим усилились реквизиции у местного населения. Вследствие этих трудностей упала дисциплина — не только татары, но и поляки допускали насилие над мирным населением.
В таких сложных условиях армия ещё неделю потратила на переправу через реку Рось — плотина и мост у Синявы были разрушены, и войска приходилось переправлять с помощью местного населения.
Осада Белой Церкви началась только 25 марта. Город был хорошо укреплен, в нём находился русский гарнизон. Крепость была хорошо обеспечена всем необходимым во время осады; ещё незадолго до прихода армии Орлика были довезены боеприпасы и провиант. Гарнизон Белой Церкви был невелик: он состоял из 500 россиян, находившихся под командой полковника Анненкова, и части белоцерковских казаков полковника Танского, верных российскому царю. Силы Орлика на тот момент составляли около 10 тыс. запорожцев и присоединившихся к нему правобережных казаков, а также татар и поляков.
Началась осада города, но количество атакующих само по себе не играло при осаде крепости важную роль: татаро-польская конница не могла помочь при осаде, и всё зависело от того, удастся ли Орлику с теми техническими средствами, которые были у него в руках, захватить крепость. В армии Орлика почти не было артиллерии — на целую армию приходилось 4-5 пушечек. Это не позволило добиться нужного эффекта при осаде города.
Несмотря на занятие самого города, гарнизон крепости успешно отражал все атаки армии Орлика. Два раза в течение второго и третьего дня осады казаки пытались, закрепившись в нижнем городе и прорывши окопы, атаковать сам замок, но потерпели неудачу. Ни один из штурмов не был успешным, потому что гарнизон имел достаточное количество боеприпасов и сильную артиллерию.

### Прекращение участия крымских татар
Трое суток осады крепости (25-27 марта) не дали результата. Неудовлетворённость татар росла — молодой и неопытный калга Бахти Герай не мог долго держать в повиновении орду, которая требовала разрешения на взятие ясыря. Недовольство татар, с одной стороны, усиливал недостаток провианта для людей и лошадей, а с другой — приближение весны, таяния снегов и разлива рек сводило на нет мобильность татарского войска при приближении российской армии.
Не видя прогресса в штурме крепости, татарская армия снялась с места, и, раскинув свои отряды почти до Днепра, двинулась на юг до Буга, принимая полон и разрушая поселения. Орлик бросился за ними, умоляя калгу вернуться или дать ему хоть 10 тыс. татар для продолжения войны, но получил отказ.
Прекращение участия крымских татар имело катастрофические последствия для всего похода: правобережное казачество, которое присоединилось к армии Орлика, услышав, что татары разоряют деревни и города и берут людей в полон, бросилось спасать своих близких. Армия с каждым часом уменьшалась.

### Отступление армии Орлика
Вследствие катастрофического уменьшения армии пришлось прекратить осаду Белой Церкви и оттянуть остатки войска в Фастов. Из Фастова поляки отправились в направлении Полесья, а Филипп Орлик с остатками армии в 3 тысячи человек отошёл к Бендерам, откуда и начинался поход.
Российские полки князя Н. Голицына, продвигаясь от Киева через Триполье на Белую Церковь, не успели принять участия в событиях. Только передовой отряд Волконского отбил большую партию пленных от одного из татарских отрядов.

## Последствия
Провал похода имел тяжёлые последствия для самого Орлика и для украинско-шведского союза против России. Репутация гетмана среди населения Правобережной Украины была уничтожена благодаря действиям татар, надежда на поддержку со стороны Левобережной Украины и Слобожанщины также была потеряна через татарский рейд, начавшийся в январе.
Уже весной 1711 года русская армия под предводительством Бориса Петровича Шереметьева начала движение в направлении междуречья Днестра и Прута, начав Прутский поход 1711 года. Филипп Орлик и запорожцы также участвовали в Прутский кампании летом 1711 года на стороне Османской империи.